# Sarah Kendall
Sarah Kendall (født 3. august 1976) er en australsk komiker fra Newcastle, New South Wales. Hun vandt konkurrencen Raw Comedy i 1998, og optrådte hyppigt på australsk tv. Hun flyttede til Storbritannien i 2000 i en alder af 24.

## Filmografi

### Film
| År    | Titel         | Rolle              | Noter                                                       |
| ----- | ------------- | ------------------ | ----------------------------------------------------------- |
| 2008  | Beehive       | Various characters | Sketch series; 5 episodes (also writer)                     |
| 2010  | BBC Nought    | Product Designer   | 1 episode                                                   |
| 2017  | Motherland    | Lindsey            | Season 1, Episode 6: "The Caretaker"                        |
| 2019– | Frayed        | Sammy Cooper       | Main role; 2 seasons (also writer and producer)             |
| 2020  | The Other One | Kelly              | Season 1, Episodes 2 & 7 (also script editor on 3 episodes) |

### Tv
| År        | Titel                                         | Noter                                        |
| --------- | --------------------------------------------- | -------------------------------------------- |
| 1997      | Headliners                                    | Unknown episode(s)                           |
| 2000      | Russell Gilbert Live                          | Season 1, Episode 9                          |
| 2000–2012 | Melbourne International Comedy Festival Gala  | 5 events                                     |
| 2001      | Rove                                          | Season 2, Episode 1                          |
| 2001      | The World Comedy Tour: Melbourne 2001         | TV special                                   |
| 2001–2003 | The Glass House                               | 3 episodes                                   |
| 2007      | The If.comedy Awards: A Comedy Cuts Special   | Awards ceremony                              |
| 2011      | Comedy Summit: The World's Ultimate Prankster | TV special                                   |
| 2011      | So This Is Christmas!                         | TV special                                   |
| 2012      | The Unbelievable Truth                        | 2 episodes                                   |
| 2013      | Tractor Monkeys                               | 2 episodes                                   |
| 2014      | Cracker Night                                 | TV gala                                      |
| 2015      | Alan Davies: As Yet Untitled                  | 1 episode                                    |
| 2015–2021 | Richard Herring's interview podcasts          | Leicester Square Theatre Podcast; 3 episodes |
| 2020      | Spicks and Specks                             | 1 episode                                    |
| 2021      | Taskmaster                                    | 10 episodes                                  |
| 2021      | Taskmaster: The Podcast                       | 2 episodes                                   |
| 2021      | Question Team                                 | 1 episode                                    |
| 2021      | Between the Covers                            | 1 episode                                    |
| 2022      | Would I Lie to You?                           | 1 episode                                    |
| 2022      | Guessable                                     | 1 episode                                    |